# Попіл (фільм, 1913)
Попіл (англ. Ashes) — американська короткометражна драма режисера Оскара Апфеля 1913 року.